# Notitia dignitatum

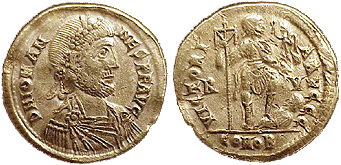
Solidus des Usurpators Johannes

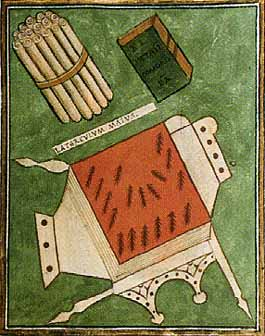
Insignien des Primicerius notariorum (Westreich)

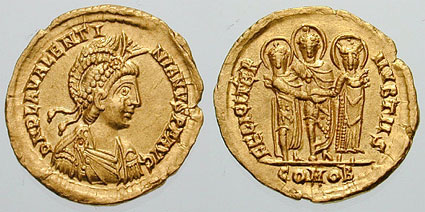
Solidus mit Abbildung Theodosius II. und Valentinians III. auf dem Revers

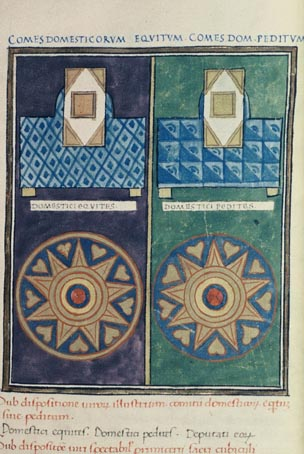
Insignien des Comes domesticorum equitum und des Comes domesticorum peditum und Schildzeichen der Hofarmee/Palatini (Westreich)

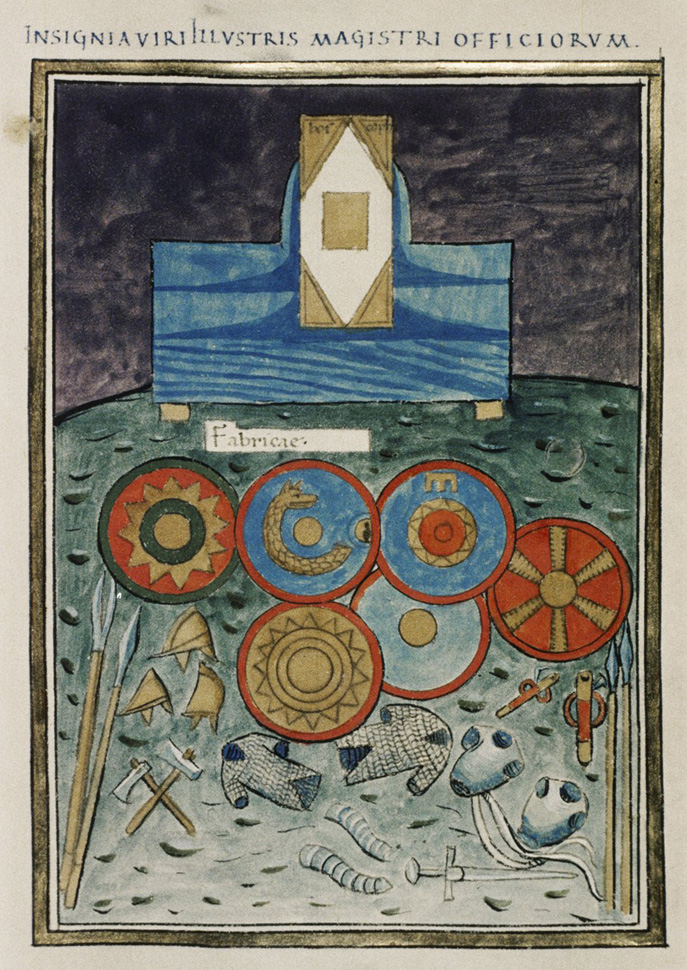
Insignien des Magister officiorum (Westreich)

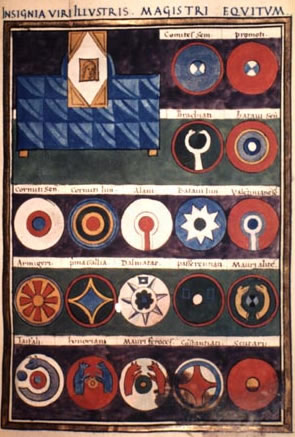
Einheitsbezeichnungen und Schildzeichen der Truppen (Comitatenses) unter dem Kommando des Magister equitum (Westreich)

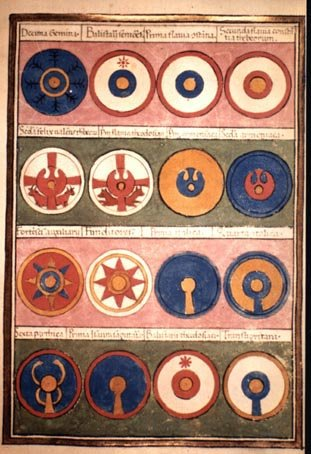
Einheitsbezeichnungen und Schildzeichen der Truppen des Magister militum per Orientem (Ostreich)

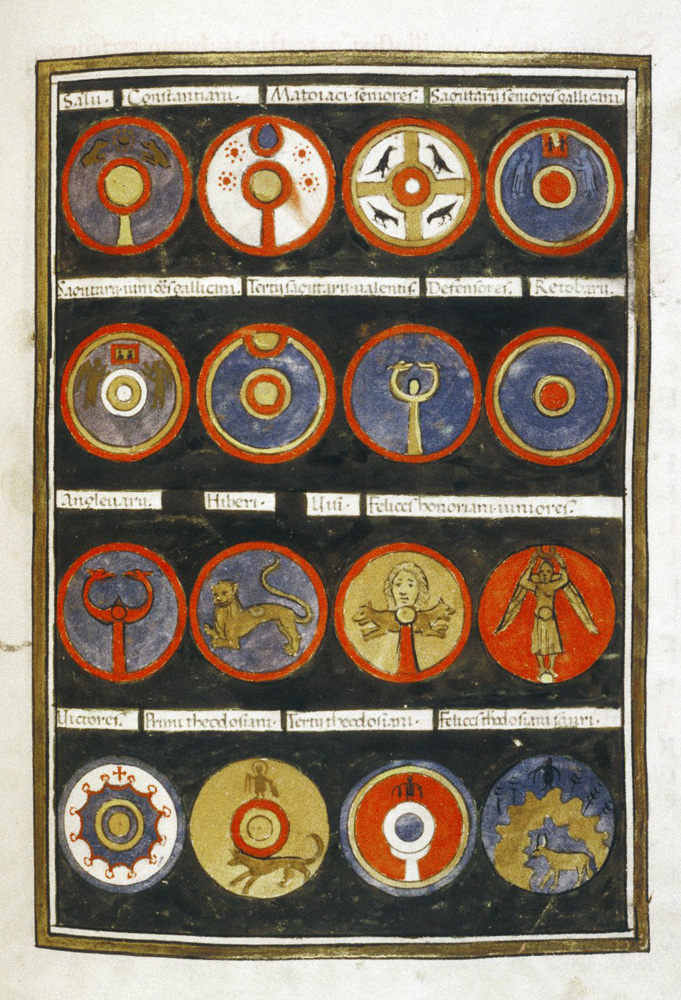
Einheitsbezeichnungen und Schildzeichen der Einheiten unter dem Kommando des Magister militum Praesentalis I (Ostreich)

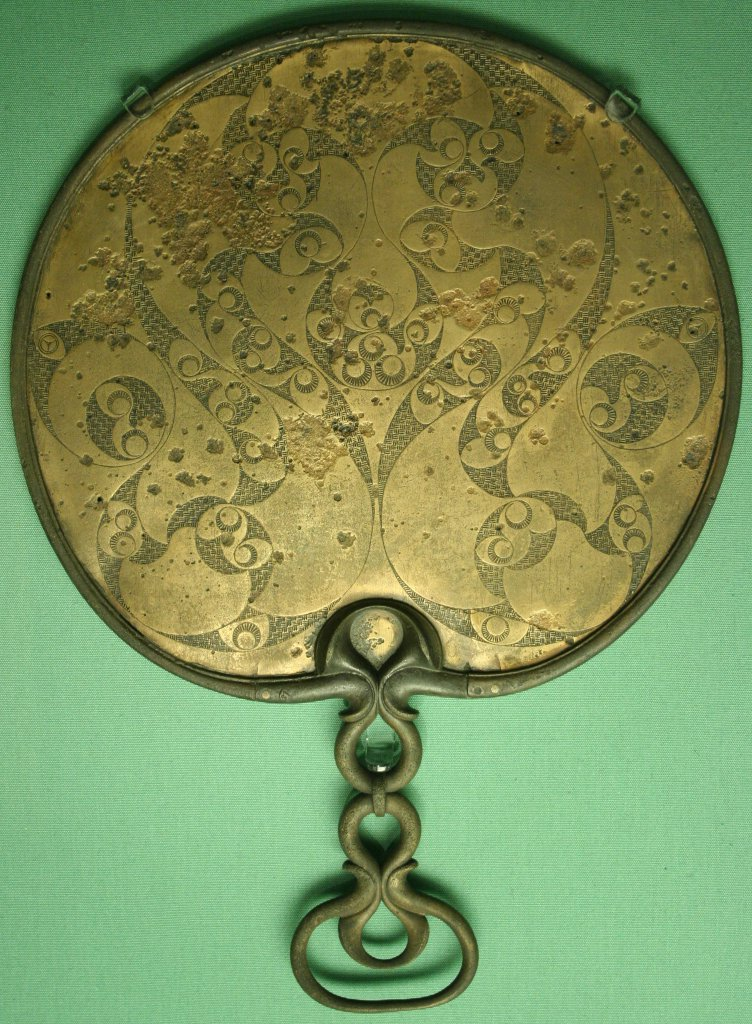
Rückseite des keltischen Desborough-Mirror mit aufgeprägten Spiralsymbolen

Schildzeichen der Armigeri defensores seniores (Westreich), die Darstellung eines mutmaßlich keltischen Motivs, das dem im 7. Jahrhundert entstandenen Yin-Yang-Symbol sehr ähnlich war

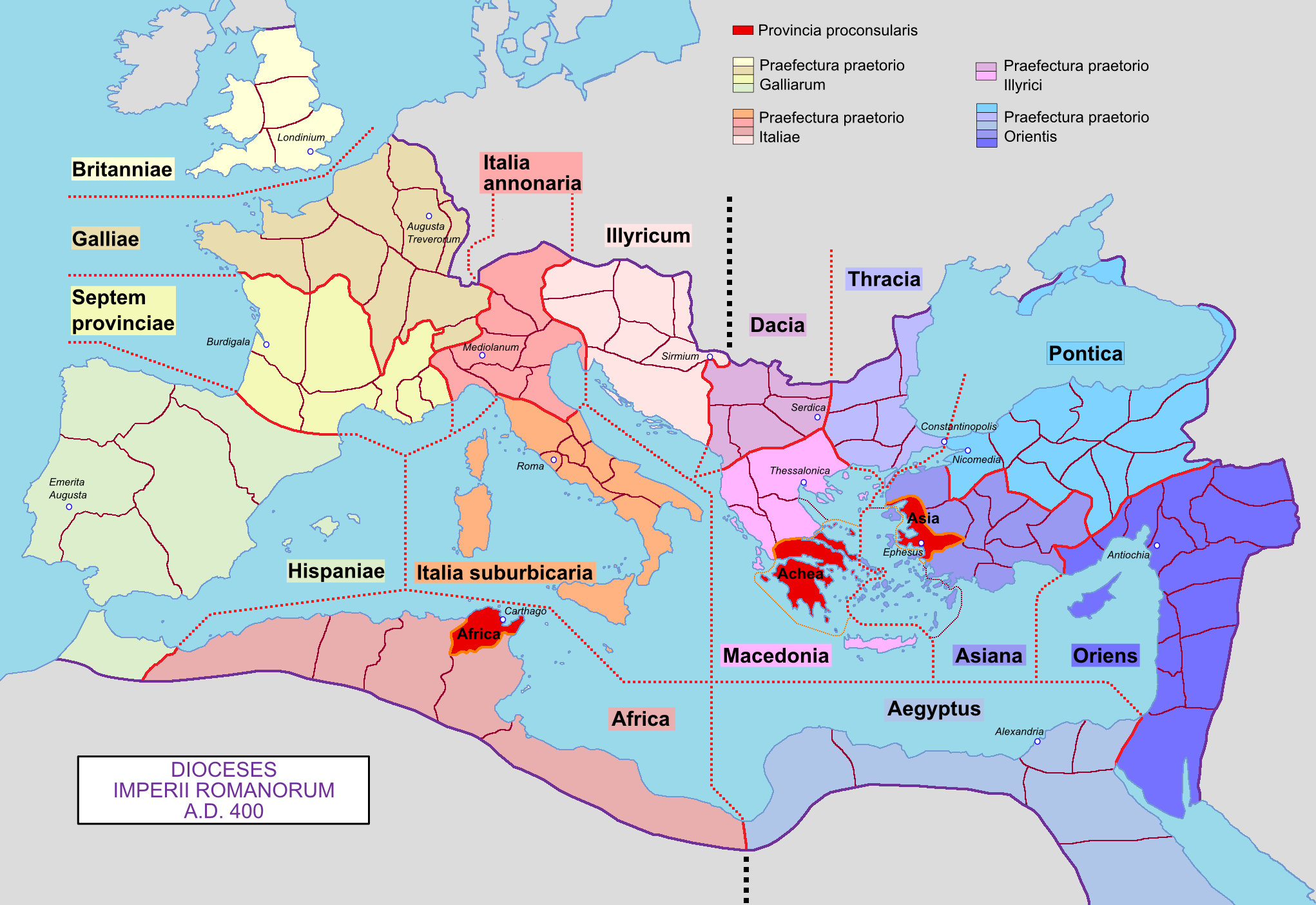
Präfekturen, Diözesen und Provinzen zur Zeit der Reichsteilung von 395

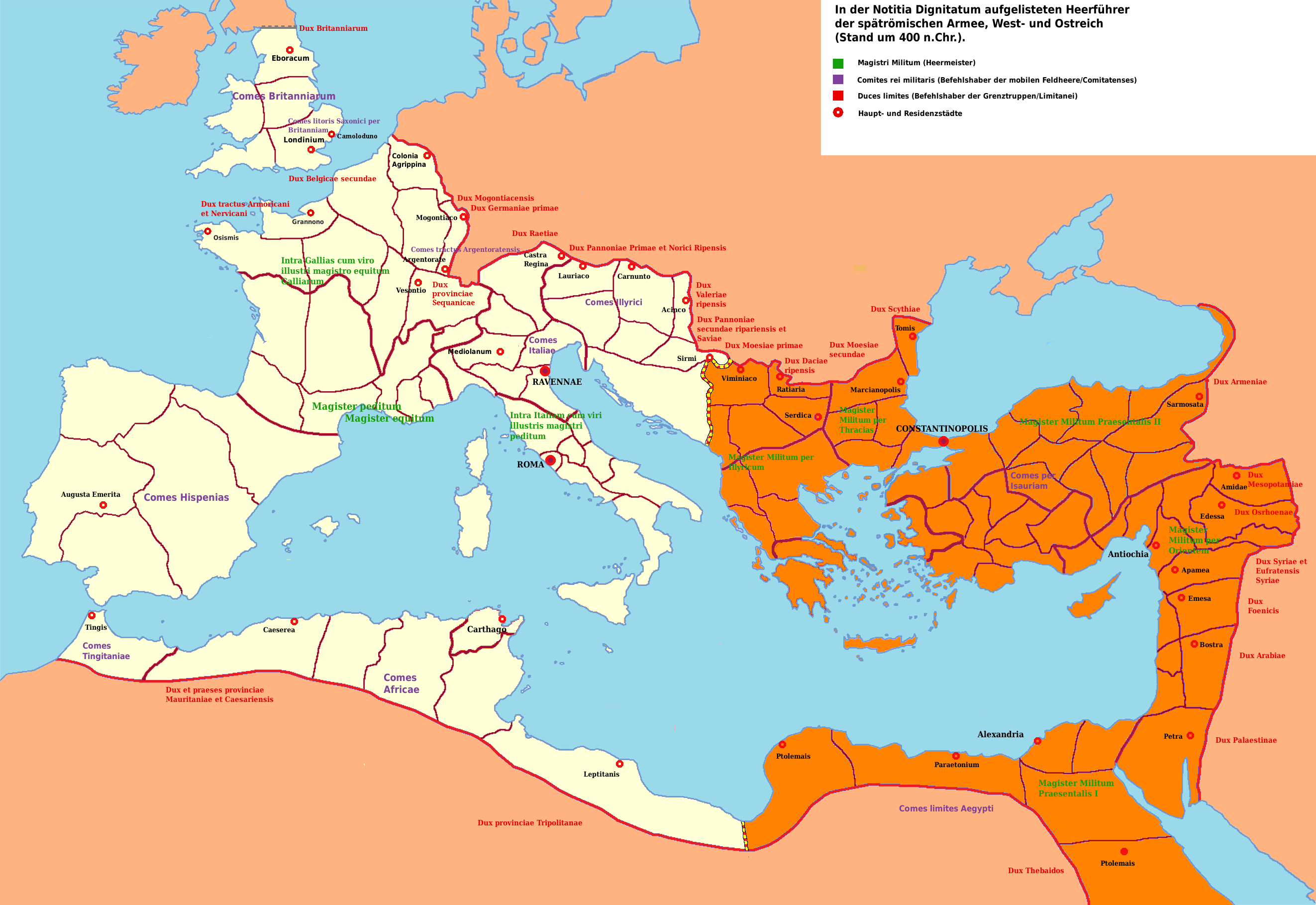
Befehlshaber der Comitatenses und Limitanei im 5. Jahrhundert n. Chr.

Kommandostruktur der Ostarmee um ca. 395 n. Chr. laut der Notitia Dignitatum Orientis.

Kommandostruktur der Westarmee um ca. 410–425 n. Chr. laut der Notitia Dignitatum Occidentis.

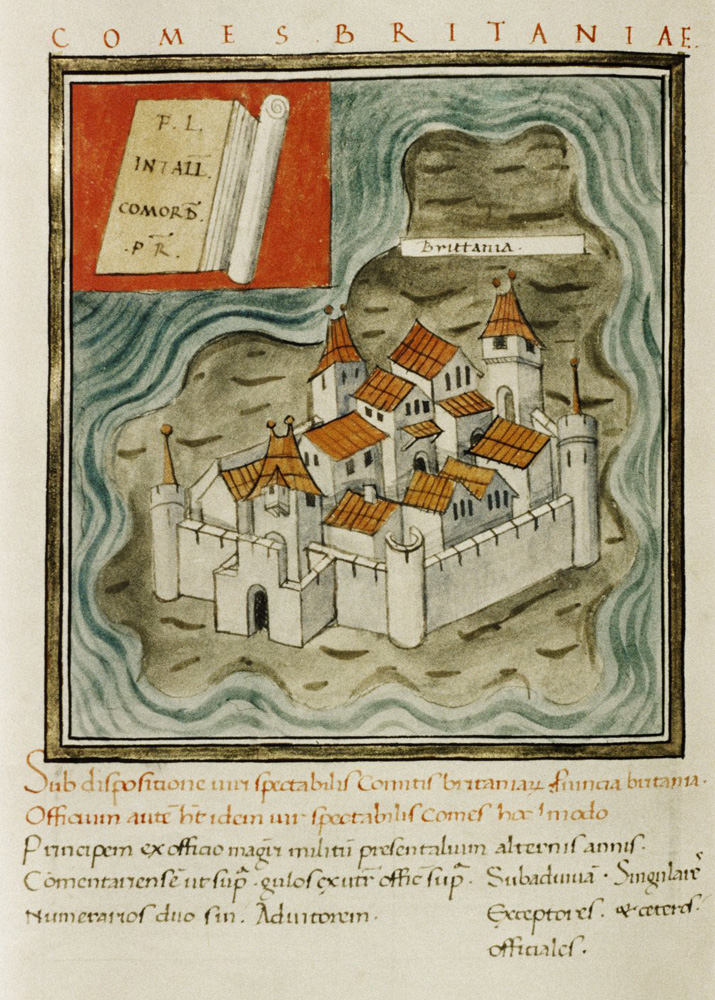
Kapitelseite des Comes Britanniarum (Westreich)

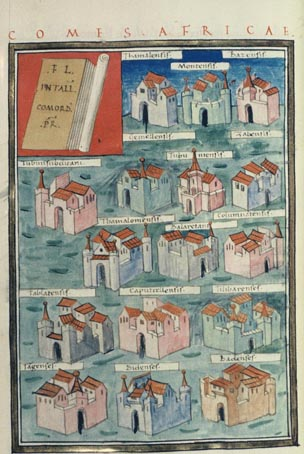
Kapitelseite des Comes Africae (Westreich)

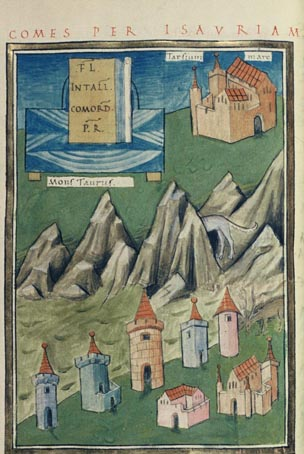
Kapitelseite des Comes per Isauriam (Ostreich)

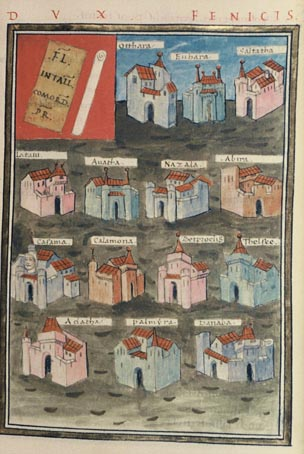
Kapitelseite des Dux Foenicis, siehe auch Vadomar (Ostreich)

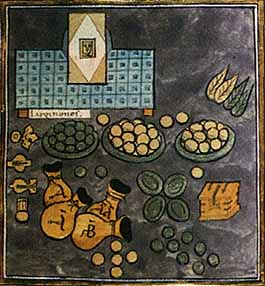
Insignien des Comes largitionum (Ostreich)

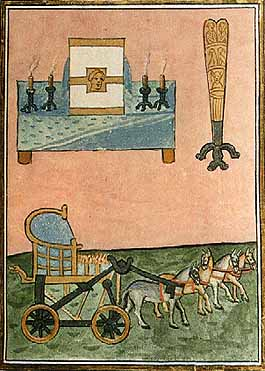
Insignien des Praefectus praetorio per Illyricum (Ostreich)

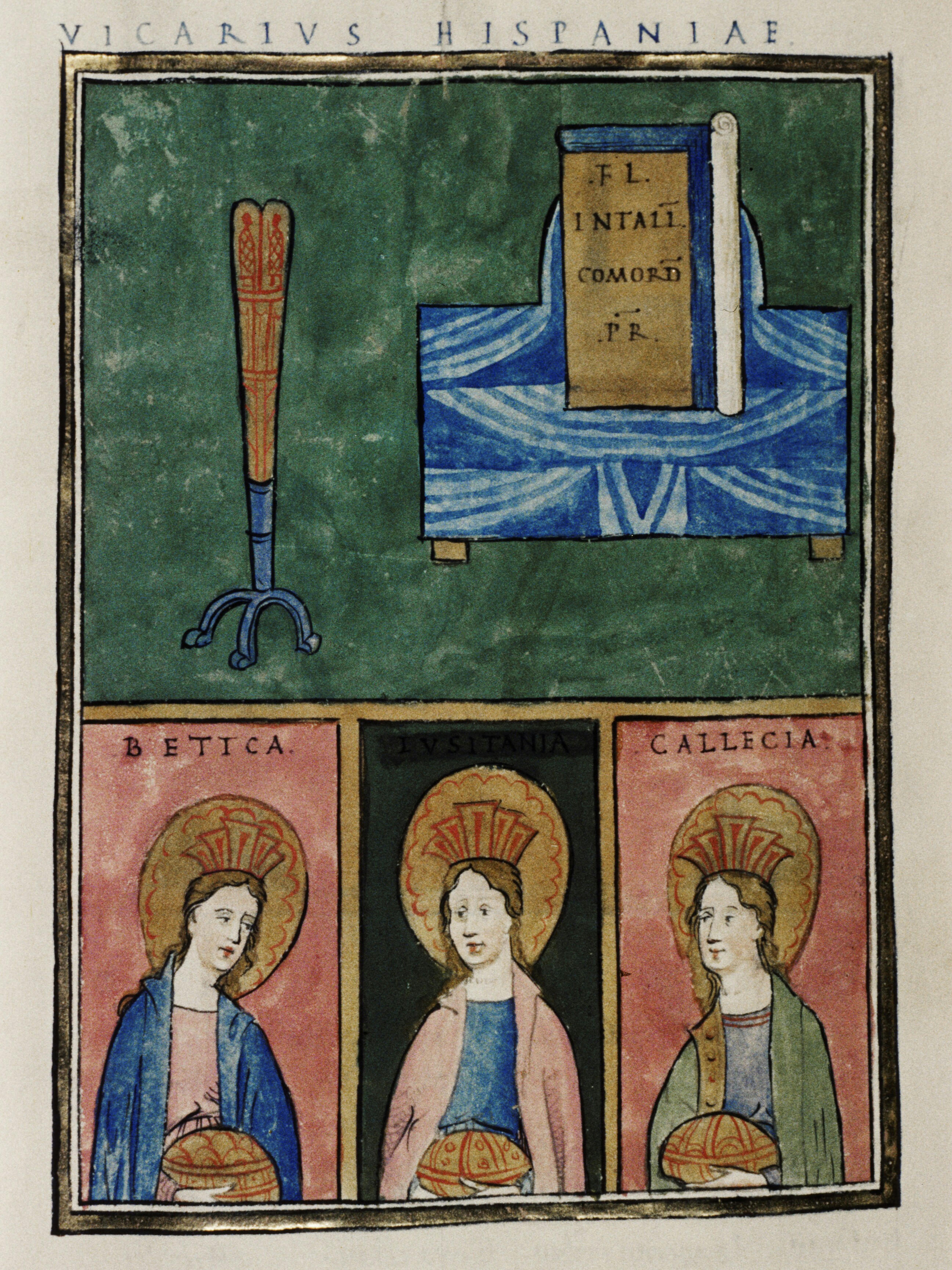
Kapitelseite des Vicarius Hispaniae (Westreich)

Die Notitia dignitatum ist ein spätrömisches Staatshandbuch, das in seiner heutigen Textgestalt vermutlich zwischen 425 und 433 entstanden ist. Allerdings ist anzunehmen, dass die Aufzeichnungen im Kern auf das Jahr 395 zurückgehen bzw. auf noch ältere Quellen zurückgreifen. Der Text gewährt einen Überblick über die administrative Gliederung des spätantiken Römischen Reiches, die militärischen und zivilen Dienststellen sowie die Verteilung der Einheiten des Heeres in der West- und Osthälfte des Reiches. Überliefert ist sie durch mittelalterliche Handschriften. Die Notitia enthält jedoch sehr viele nachweisbar veraltete bzw. ungenaue Angaben und wird in der Forschung als höchst problematische Quelle eingestuft.

## Überlieferungsgeschichte
Die Notitia dignitatum wurde nur in einer einzigen Handschrift der Bibliothek des Speyerer Domstifts überliefert. Dieser sogenannte Codex Spirensis aus dem 9. oder 10. Jahrhundert war ein Sammelband mit Abschriften von rund einem Dutzend antiken und zwei frühmittelalterlichen Werken zur Geographie, Verkehrs- und Verwaltungsgeschichte. Mehrere davon enthielten Miniaturen, die auf spätantike Illustrationen zurückgingen. Die beiden umfangreichsten Werke waren:
- die Notitia dignitatum, und
- das Itinerarium Antonini, ein Straßenverzeichnis aus der Zeit Kaiser Caracallas.

Der Codex Spirensis wurde zunächst während des Konzils von Basel (1431–1437) von italienischen Humanisten entdeckt, geriet danach aber wieder in Vergessenheit, bis ihn Beatus Rhenanus um 1525 in der Speyerer Dombibliothek wiederfand. Er ging um 1672 endgültig verloren, allerdings blieben vier Abschriften erhalten, diese befinden sich heute in:
- Oxford (Bodleian Library, Ms. Canon. Misc. lat. 378), entstanden um 1440;
- Paris (Bibliothèque nationale de France, lat. 9661), entstanden etwa zur selben Zeit;
- Trient (Biblioteca Comunale, W 3103), entstanden um 1484 (ohne Abbildungen) und
- München (Bayerische Staatsbibliothek, Clm 10291), um 1542 für Pfalzgraf Ottheinrich angefertigt.

Die maßgebliche Ausgabe der Notitia dignitatum wurde 1876 von Otto Seeck publiziert.

## Bezeichnung
Der Name leitet sich aus dem Textanfang des Dokumentes ab: Notitia dignitatum continet omnium tam civilium quam militarium dignitatum utriusque imperii occidentis orientisque („Aufzeichnung der Würdenträger, enthält alle Würdenträger, sowohl die zivilen als auch die militärischen, des westlichen und des östlichen Reiches“).
Die vielgliedrige Struktur des spätrömischen Heeres spiegelte sich auch in den Einheitsbezeichnungen wider. Die klassischen Legionen führten ihre Beinamen teilweise weiter, hinzu kamen noch – meist unter den Tetrarchen Diokletian und Maximian – neu aufgestellte Legionen. Ein Teil von ihnen wurden nach
- altrömischen Göttern (Herculii, Martii, Solenses, Dianenses, Minervii),
- Kaiserdynastien (Constantiani, Jovii, Valentiniani, Theodosiani),
- germanischen oder asiatischen Stammesformationen (Alamanni, Batavi, Franci; Brisigavi, Persae, Transtigrani),
- Ethnien (Gentiles, Alpini),
- Ausrüstung (Lancearii, Sagittarii, Funditores, Balistari, Clibanari, Cornutti, Cetrati, Scutari, Tubantes, Dromedarii), oder
- Spezialkräften bzw. deren Eigenschaften (Exploratores, Defensores, Victores, Vindices, Tonantes, Feroces, Musculari Leones) benannt.

## Entstehung und Zweckbestimmung
In der Forschung umstritten sind Entstehungsumstände und Zweck der Notitia dignitatum. Man ist sich weitgehend nur darin einig, dass ihr Ost-Teil in der heute noch existierenden Fassung wohl zwischen den Jahren 394–396 (etwa die Zeit des Todes von Kaiser Theodosius I.) entstand. Die östliche Notitia hat dann wahrscheinlich als Modell für die Abfassung ihres westlichen Teils gedient. Die späteren Ergänzungen für die Westhälfte des Reiches datieren bis in die Jahre zwischen 420 und 430, wobei diese nicht einheitlich und vollständig sind. Anscheinend wurde versucht, so die West-Notitia zu aktualisieren, was aber offenbar nur unvollständig gelang. Die Truppenliste West gibt daher unterschiedliche Zustände bezüglich der Armee wieder, wie sie zu verschiedenen Zeiten Ende des 4. und Anfang des 5. Jahrhunderts, nach den Militärreformen von Diokletian (285–305) und Konstantin I. (306–337). bestanden haben könnten. Dieses Dokument (die früheste vollständig illustrierte Kopie der verlorenen Originaldaten stammt aus dem Jahr 1542) ist aber unvollständig und stellenweise auch sehr schwer zu interpretieren. Die im Mittelalter kopierte Version stammt ursprünglich wohl aus Westrom, da die Osthälfte offensichtlich nicht überarbeitet worden ist. Nachweislich sind in der Notitia noch Garnisonseinheiten und Lager aufgelistet, die zur Jahrhundertwende nicht mehr existiert haben. Auf der anderen Seite wurden wiederum Kastelle, die im späten 4. Jahrhundert noch mit regulären Truppen besetzt waren, nicht angeführt. Einige der Ortsnamen konnten auch archäologisch nicht nachgewiesen werden.
Die Notitia wurde vom primicerius notariorum, dem ersten Notar des Reiches, geführt und aufbewahrt. Zu dessen Aufgabe zählte es unter anderem, Ernennungsurkunden für die höchsten Beamten und Militärs (codicilli) auszustellen. Bei Änderungen der bürokratischen und militärischen Strukturen im Reich wurden von ihm die dafür nötigen Korrekturen vorgenommen. Nach dem Tod des Flavius Honorius im August des Jahres 423 wurde im Herbst desselben Jahres mit Hilfe des Flavius Aëtius für einige Monate ein gewisser Johannes neuer Kaiser im Westen. Johannes hatte, als einziger der Imperatoren vor und nach ihm, zuvor das Amt des primicerius notariorum innegehabt, also jenes, das unter anderem auch für die Truppenlisten und die Ernennungsschreiben der Militärbefehlshaber zuständig war. Zu diesem Beamten auf dem Kaiserthron würde die Notitia dignitatum gut passen. So bleibt die Vermutung, dass sie in ihrer (für den Westen) letztmals aktualisierten Fassung als Geschenk für Johannes anlässlich seiner Thronbesteigung am 20. November 423 dienen sollte, doch ist diese vor allem von Ralf Scharf vertretene These in der Forschung umstritten und letztlich auch kaum zu beweisen. Da die Notitia dignitatum in ihrer vorliegenden Form ein Dokument der Einheit von Ostrom und Westrom darstellt, ist auch ein Zusammenhang mit der Einsetzung des Kaisers Valentinian III. (425 bis 455) durch den Ostkaiser Theodosius II. denkbar, da unter diesen beiden blutsverwandten Herrschern die Zusammengehörigkeit beider Reichshälften wieder stärker in den Vordergrund trat. So hat Gianfranco Purpura 1992 vorgeschlagen, die Notitia dignitatum als Geschenk des Theodosius II. an seinen jungen Vetter und Kaiserkollegen zu dessen 10. Geburtstag anzusehen; und Peter Brennan meinte 1996 sogar, den Prätorianerpräfekten Macrobius Ambrosius Theodosius als Verfasser identifiziert zu haben.

## Zusammensetzung und Inhalt
Das Werk setzt sich aus den notitiae dignitatum tam civilium quam militarium in partibus orientis bzw. occidentis, also zwei Verzeichnissen aller zivilen und militärischen Würden des west- bzw. oströmischen Reichsteils, zusammen. Diese beiden Teildokumente können als eine Art administratives Nachschlagewerk in modernem Sinne angesehen werden, das dem Leser einen Einblick in die Organisation und Hierarchie der zivilen und militärischen Dienststellen gewährt. In den einzelnen Kapiteln werden die Titel des Beamten, sein Zuständigkeitsbereich, sein Verwaltungspersonal sowie bei den Militärs auch die Einheiten und Standorte genannt. Die Aufzählung erfolgt gemäß dem Rang des jeweiligen Amtes innerhalb der Hofgesellschaft und nach einem geografischen Prinzip.
Die Notitia ist reich illustriert und zeigt unter anderem die Schildmuster der einzelnen militärischen Einheiten sowie stilisierte Ansichten von Städten und Kastellen. Die vier bekannten und erhaltenen mittelalterlichen Abschriften geben auch die reichhaltigen farbigen Abbildungen wieder, die wahrscheinlich weitgehend denen des Originals entsprechen, aber aufgrund von Missverständnissen wohl auch einige Fehler und Anachronismen enthalten. Als Quelle für die Spätantike ist vor allem der Text von großem Wert, auch wenn noch viele Details umstritten sind – unter anderem hat man den Umstand, dass auch Britannien noch aufgelistet wird, als Hinweis darauf verstehen wollen, dass die Römer die Insel auch nach Abzug der Feldarmee und der hohen Verwaltungsbeamten, um das Jahr 410, noch als Teil des Imperiums betrachtet haben.

## Kapitelaufbau
Die Notitia dignitatum umfasst 90 Kapitel mit je einer Bildtafel und pro Bildtafel zwischen fünf und zwanzig in ihnen abgebildeten Objekten. Hinzu kommen etwa 3600 Textzeilen zur Aufzählung von Ämtern und Militäreinheiten. Bei den Tafeln der Grenztruppenkommandeure (Dux / Comes) ist die obere linke Ecke u. a. für die Angabe ihres Titels comes primi ordinis reserviert. Der nur in Kürzeln angegebene Text lautet:
„[Fl]oreas [int]er [ali]os [com]ites [ord]inis [pr]imi“ – „Mögest Du aufblühen unter den Gefolgsleuten ersten Ranges.“
Dieser Text steht innerhalb einer weißen Tafel, die in manchen Abbildungen als buchähnliches Insigne dargestellt wird. Solche Textfelder finden sich ausschließlich in den Kapiteln der viri spectabiles, derjenigen Amtsinhaber, die ab 364 zur mittleren senatorischen Rangklasse zählten. Sie sind stets mit einer Schriftrolle kombiniert die als Symbol des kaiserlichen Ernennungsschreibens dient, das anlässlich seiner Einsetzungszeremonie an den Amtsinhaber übergeben wurde.
Die Bildtafeln beinhalten in weiterer Folge die Garnisonsorte der Truppen des jeweiligen dux, die durch stark stilisierte Städte- bzw. Festungsdarstellungen angegeben sind, unter denen der dazugehörige Ortsname steht. Die dreizehn sechseckigen Vignetten in der Abbildung des Dux Foenicis als Symbole für seine von ihm kontrollierten Garnisonen geben allerdings nur einen standardisierten Bildtyp eines Kastells oder einer befestigten Stadt wieder. Durch die unterschiedliche Zahl von Türmen und Toren sowie die wechselnde Farbgebung sollte wohl eine gewisse Abwechslung erzeugt werden. Es war nicht Absicht, hier ein bestimmtes Kastell oder eine Art Rangordnung wiederzugeben.
Der Kapiteltext beginnt immer mit der Formel:
„sub dispositione viri spectabilis“ – „Zur Verfügung des hoch angesehenen dux / comes von …“.
Die Truppenlisten entsprechen in ihrem Aufbau dem üblichen Schema der Notitia: Zuerst wird der Rang des befehlshabenden Offiziers genannt, dann der Name seiner Einheit und abschließend deren Garnisonsstandort. Nach den Truppenabteilungen werden die Beamten des Verwaltungsstabs angeführt.

## Definition der Abbildungen
Die verschiedenen Illustratoren des Manuskripts haben versucht, die spätrömischen Insignien möglichst exakt wiederzugeben, wie der Vergleich mit antiken Abbildungen zeigt, doch gestatteten sie sich bei der Darstellung dekorativer Details – wie etwa der Kleidung – offensichtlich einige Freiheiten; zudem interpretierten sie wohl einige der spätrömischen Abkürzungen falsch. Die Insignien der hohen Beamten werden als ein Ensemble von Kodizillen dargestellt – goldverbrämte Ernennungsurkunden in Elfenbeinrahmen mit dem kaiserlichen Porträt – oder als Buch mit heraldischer Bemalung auf dem Buchdeckel zusammen mit Schriftrollen. Die Kodizille – und manchmal auch die Bücher – sind auf einem Tisch mit gemustertem Überwurf angeordnet. In manchen Fällen steht dort auch eine geschnitzte Elfenbeinsäule auf einem Dreifuß. Sie stellt das zeremonielle Schreibzeug dar und soll die richterliche Gewalt symbolisieren.
Jede spätrömische Militäreinheit führte ein eigenes Schildzeichen; einige von ihnen wurden in der Notitia überliefert, es sind überwiegend kreisförmige Farbteilungen, doch begegnet man dort auch runenähnliche Symbolen und Frühformen von Wappenemblemen wie Drache, Schlange, Wolf, Löwe, Adler, Stier, Rabe, zweiköpfige (zoomorphe) Motive, Sonne, Sterne, Blume, Kreuz, Rad, Kränze, Victorien, Menschen, Köpfe und Zwillingsdarstellungen (vermutlich Abbilder von Kaisern). In der Notitia sind auch mehrere Varianten eines Schildmusters dargestellt, die dem fernöstlichen Yin und Yang Symbol verblüffend ähnlich sehen. Vermutlich gehen sie auf ein keltisches Symbol zurück, zu sehen unter anderem auf dem sogenannten Desborough-Mirror, einem Bronzespiegel aus den Jahren zwischen 50 vor und 50 nach Chr., gefunden 1908 in Northamptonshire, England. Derartige Spiralsymbole sind ein häufig vorkommender Bestandteil der frühkeltischen Kunst, besonders auf den britischen Inseln.

## Heereslisten
Für die mobilen Feldarmeen (comitatenses) wurden in der Notitia dignitatum zwei Listen angelegt. Die erste zählt die jeweiligen Regimenter (numeri) und ihre obersten Befehlshaber, die Heermeister (magistri militum; genauer magister peditum für die Infanterie und magister equitum für die Reiterei) auf. In der zweiten (distributio numerorum) sind deren Stationierungsorte und Abschnittskommandeure vermerkt. Ein großes Problem ist auch das fast völlige Fehlen von Angaben zur Truppenanzahl, sodass eine genaue Schätzung über die damalige Größe der Armee unmöglich ist und daher nur für das späte 4. Jahrhundert halbwegs zutreffende Angaben gemacht werden können. Auch sind die Probleme in puncto Auswertung bzgl. der Verwaltungs- und Militärorganisation der Grenzprovinzen im Alpen-Donau-Raum bis dato noch nicht zufriedenstellend gelöst worden. Neuere Forschungen brachten zutage, dass die Angaben über die Feldarmeen des Westreiches (palatini und comitatenses) wahrscheinlich dem Sollbestand der Jahre zwischen 420 und 425 nahekommen, jedoch die Aufzeichnungen, die das östliche Heer betreffen, ab dem Jahr 395 wohl nicht mehr der damaligen Realität entsprachen. Nur die Liste der ostillyrischen Heeresgruppe wurde zwischen 396 und 410 noch einmal aktualisiert. Auch die Listen der Grenztruppen (limitanei) an der Donau weisen unterschiedliche und oft widersprüchliche Eintragungen auf. Es ist auch fraglich, ob die Listen der norisch-pannonischen Limitanei über die Jahre 375–378 hinausreichen. Die in der Notitia aufgeführten Verbände würden eine Sollstärke von 524.000 bis 600.000 Mann ergeben. Für das 6. Jahrhundert nennt Agathias noch ein Soll von 645.000 Soldaten, doch dürfte dabei die Nominalstärke des – damals längst aufgelösten – Westheeres mitberücksichtigt worden sein. Faktisch, so schreibt er, dienten im Osten nur 150.000 Mann.
Die Auswertung der oben angeführten Listen lässt vermuten, dass das weströmische Heer nach der Katastrophe des germanischen Rheinübergangs von 406 die meisten Verluste hinnehmen musste. Fast die Hälfte seiner Einheiten dürfte in den Auseinandersetzungen des frühen 5. Jahrhunderts aufgerieben oder zersprengt worden sein. Im Jahr 395 umfasste das östliche Feldheer 157 Einheiten, das westliche – bis zum Jahr 420 – sogar 181 Einheiten. Davon waren aber 97 im späten 4. Jahrhundert aufgestellt worden und nur 84 von ihnen stammten noch aus den Jahren vor 395. Die neu gebildeten Einheiten des Westheeres wurden jedoch zu 64 Prozent aus den limitanei herausgezogen. Viele ihre Regimenter scheinen (in den nachträglich nicht mehr korrigierten Abschnitten der Listen) daher auch noch in ihren alten Stationierungsorten am limes auf. Die Verluste der Westarmee waren also nicht mit neu rekrutierten Soldaten, sondern lediglich durch eine Statusänderung schon bestehender Einheiten ausgeglichen worden. Von den 35 neuen Einheiten der Feldarmee wurde etwa ein Drittel aus Germanenstämmen (zum Beispiel Attecoti, Marcomanni, Brisigavi) angeworben. Glaubt man den Zahlenangaben in der Endfassung der Notitia dignitatum, war das westliche Feldheer zu diesem Zeitpunkt sogar stärker als noch 25 Jahre zuvor. Während auch das Feldheer nun scheinbar größer war, war der Mannschaftsbestand in der westlichen Armee in Wirklichkeit aber stark geschrumpft, da die meisten zu comitatenses aufgewerteten limitanei aus Geldmangel nicht mehr durch neue Einheiten ersetzt werden konnten. Dies traf besonders für die Grenztruppen in Gallien zu. Insgesamt dürfte die Anzahl der Einheiten der „echten comitatenses“ sogar real um 25 Prozent gesunken sein (also von ca. 160 auf 120 Einheiten).
Ein weiteres Rätsel ist die Provinz Germania II, da sie diesbezüglich in der Notitia überhaupt nicht erwähnt wird, weder mit einer eigenen Truppenliste noch durch die Angabe eines dux. Somit bleibt unklar, wie – oder in welchen Einheiten – die dortigen Grenztruppen im 4. und früheren 5. Jahrhundert organisiert waren. Man hat in der einschlägigen Forschung darauf unterschiedliche Antworten gefunden: Entweder ist die entsprechende Abschrift der westlichen Notitia im Laufe der Zeit verloren gegangen; oder die Verteidigung der Kastelle am Niederrhein lag seit dem frühen 5. Jahrhundert bereits weitestgehend in den Händen von germanischen Söldnern bzw. Foederaten, die – da sie als Irreguläre angesehen wurden – in den Truppenlisten nicht mehr berücksichtigt wurden. Möglich wäre auch, dass das Rheinufer zu dieser Zeit nur von comitatenses oder pseudocomitatensischen Einheiten überwacht wurde. Auch die Archäologie lieferte hierzu in den letzten Jahren einige neue Erkenntnisse (Befunde aus Rheinkastellen). Demnach dürfte der römisch organisierte Grenzschutz in der Germania II, wie auch immer er im Einzelnen aufgestellt gewesen sein mag, noch weit bis in das 5. Jahrhundert hinein existiert haben.

## Verwaltungsstab
Bei ihren Führungsaufgaben wurden Comites und Duces von einem umfangreichen Verwaltungsstab unterstützt. In der Notitia wurden bei 38 Heerführern ihr Verwaltungspersonal (officiales) angegeben. Auch die Heermeister übten ihre Kontrolle der comites und duces vor allem über deren Kanzleien (officium) aus. Theodor Mommsen konnte nachweisen, dass die Bestellung der Kanzleivorstände unterschiedlich gehandhabt wurde. Seit der Einführung einer neuen Kanzleiordnung um 395 wurden sie in der Mehrzahl alljährlich von den Heermeistern eingesetzt. Die direkt vom Officium des Heermeisters an die Verwaltungsstäbe entsandten Beamten standen rangmäßig immer höher als die von den Grenzkommandeuren rekrutierten. Indem der Heermeister dort ihm ergebene Beamte einsetzte, die auch für die Handlungen ihres Vorgesetzten mithafteten, konnte er seine Offiziere besser überwachen und einheitliche Standards in der Militärpolitik durchsetzen. In den pannonischen Provinzen wurden sie hingegen noch autonom aus den eigenen Reihen gewählt. Auffällig ist, dass das Amt des cornicularis nur in sechs Verwaltungsstäben aufscheint. Der Grund hiefür ist wahrscheinlich, dass dieser Funktionär vermutlich für den Nachschub seiner Einheit verantwortlich war. In der spätrömischen Verwaltung fiel diese Aufgabe jedoch an die Zivilverwaltung der Provinz.
In der Notitia werden für das officium folgende Planstellen angeführt:
- princeps officii (Vorstand)
- numerarius (Kassenführer/Zahlmeister)
- commentariensis (Buchführer und Rechtskundiger)
- cornicularis (Sekretär und Proviantmeister)
- adiutorem (Assistent)
- regrendarium (Verwalter)
- exceptores (Juristen)
- singulares et reliquos officiales (Leibwächter und sonstige Beamte)
- subadiuuam (Hilfskraft)

## Die spätantike Verwaltungs- und Militärorganisation
Die Organisationsstruktur in der Zivil- und Militärverwaltung, wie sie in der Notitia dignitatum beschrieben wird, gründet sich im Wesentlichen auf die Reformen Diokletians und Konstantins und die Aufteilung des Imperiums durch Valentinian I. und Valens in Okzident (Westen) und Orient (Osten) im späten 4. Jahrhundert. Unter Diokletian wurde die Anzahl der Provinzen nahezu verdoppelt. Überliefert sind bis zu 114 Provinzen. Diese wurden wiederum gruppenweise in Diözesen zusammengefasst. Gab es zunächst nur 12 dieser mittleren Verwaltungseinheiten, waren es unter Kaiser Theodosius I. schon 14. Da die Vier-Kaiser-Herrschaft (Tetrarchie) über ein dementsprechend untergegliedertes Reich nur eine kurze Episode blieb, ließ sich die Bildung von, den Diözesen übergeordneten, administrativen Großeinheiten langfristig nicht umgehen. Die Schaffung der territorialen Prätorianerpräfekturen (unter Konstantin vier, zwischen 337 und 395 nur drei, danach wieder vier), die diese Aufgabe übernahmen, wurde von Konstantin I. in Gang gesetzt.
Die diokletianisch-konstantinische Reformtätigkeiten beschäftigten sich aber in erster Linie mit dem Heerwesen. Die gesamte Exekutive wurde dabei umorganisiert, wobei auch – entgegen den bisherigen römischen Gepflogenheiten – eine Trennung zwischen ziviler und militärischer Gewalt eingeführt wurde. Der Hauptgrund für diese Maßnahme dürfte in der neuerlichen Aufspaltung der Provinzen zu suchen sein: Hätte man Zivil- und Militärämter weiter in einer Hand belassen, so wäre in weiterer Folge auch eine Teilung der Kommandobereiche unumgänglich geworden. Das wäre aber wiederum strategisch oft nicht sinnvoll gewesen. Die meisten der neu entstandenen Provinzen waren zu klein, um genügend große Einheiten aufstellen und weiter unterhalten zu können. Sie verlor an sich auch als militärische Größe immer mehr an Bedeutung, da die neuen Feldarmeen überregional operieren mussten. Deswegen war es auch in mehreren Fällen notwendig, die Streitkräfte mehrerer Provinzen unter das Kommando eines Heerführers (zum Beispiel des Dux Pannoniae Primae et Norici Ripensis) zu stellen. Ein weiterer Grund liegt auch in der Zunahme der Verwaltungsaufgaben, deren Administration erst durch die Reformen Diokletians notwendig wurde und hiefür – auch fachlich versierte – Amtsträger erforderte. Die Trennung dürfte aber zur Zeit Diokletians noch nicht vollständig umgesetzt worden sein, da man in den Quellen auch noch von praesides liest, die weiterhin zivile und militärische Ämter in Personalunion ausübten. Diese Reformen erfuhren erst unter Konstantin I. ihren endgültigen Abschluss.
Galt die Zivilbürokratie in den folgenden Jahrhunderten als militia Romana, die nun nur mehr Bürgern mit juristischer Ausbildung offenstand, so wurde die Armee, militia armata, in weit stärkerem Maße als bisher für das „niedere Volk“ und „Barbaren“ geöffnet. Diejenigen Einheiten der Armee, die weiterhin an der Grenze, dem limes, dienten, standen in ihren Abschnitten unter dem Befehl eines Dux Limitis, und werden erstmals im Jahre 363 in den Quellen als Limitanei erwähnt. Das Grenzheer hatte zwar einen niedrigeren Status, unterschied sich dabei aber nicht gravierend von dem als kaiserliche Gefolgschaft bezeichneten comitatus, dem mobilen Marsch- oder Feldheer unter dem Kommando eines Comes rei militaris. Laut Notitia hatten die Präfekten das Kommando über die Legionen, sowie die Milites- und Classis-Einheiten inne, während die Tribuni an der Spitze der Kohortenformationen standen.
Neben den Angehörigen der Garde (scholaren) zählten die Palatini („Palastleute“), die Hofarmee, zum engsten Gefolge des Kaisers. Sie wurden anfangs von den Elite-Legionen oder aus besonders zuverlässigen Barbarenstämmen rekrutierten Auxiliarverbänden gestellt. Als zweite Gruppe im Bewegungsheer rangierten die eigentlichen Gefolgsleute, die Comitatenses, in der die kampfkräftigsten Abordnungen (Vexillationen) der übrigen Legionen eingereiht wurden. Den untersten Rang im mobilen Feldheer nahmen schließlich die pseudocomitatenses ein, die bei Bedarf vorübergehend aus den Grenztruppen herausgezogen wurden.
| Verwaltungsebene   | Militärischer Befehlshaber                                   | Zivilverwalter                            |
| ------------------ | ------------------------------------------------------------ | ----------------------------------------- |
| Provinz            | Comes/Dux limitis                                            | Proconsul/Consulares/ Corrector/Praesides |
| Diözese            | Magister militum (Ostreich)/ Comes rei militaris (Westreich) | Vicarius                                  |
| Prätorianerpräfekt | Augustus/Caesar                                              | Praefectus praetorio                      |

## In derNotitiaaufgelistete Zivil- und Militärämter

### Ostreich
Zivilverwaltung:
Die höchsten Zivilbeamten im Orient waren:
- 2 Praefectus Praetorio (Orientis, Illyrici),
- 1 Praefectus urbis Constantinopolitanae (Stadt und Umland von Konstantinopel),

Dem Praefectus praetorio Orientis unterstehen 5 Vikare:
- Asiana,
- Pontica,
- Thracia,
- Aegyptus und
- Oriens.

Die Provinzen dieser 5 Diözesen werden von 1 Proconsul, 12 Consulares, 1 Corrector und 32 Praesides verwaltet.
Dem Praefectus praetorio Illyrici unterstehen zwei Vikare:
- Dacia und
- Macedonia.

Die Provinzen dieser 2 Diözesen werden von 1 Proconsul, 3 Consulares, 1 Corrector und 8 Praesides verwaltet.
Militärverwaltung:
Die höchsten Militärämter im Osten waren die des
- Magister militum praesentalis I,
- Magister militum praesentalis II,
- Magister militum per Orientem,
- Magister militum per Thracias und der
- Magister militum per Illyricum.

Dem Magister militum praesentalis I unterstehen in Ägypten und Nordafrika der:
- Dux Thebaidos,
- Comes limitis Aegypti.

Der Magister militum praesentalis II kontrolliert in Pontus (Schwarzmeerküste, Armenien) den
- Dux Armeniae,
- Comes per Isauriam.

Dem Magister militum per Orientem unterstehen im vorderen Orient der:
- Dux Foenicis,
- Dux Syriae,
- Dux Palaestinae,
- Dux Osrhoenae,
- Dux Mesopotamiae,
- Dux Arabiae.

Dem Magister militum per Thracias unterstehen an der unteren Donau der:
- Dux Moesiae secundae,
- Dux Scythiae.

Dem Magister militum per Illyricum unterstehen am Balkan der:
- Dux Daciae ripensis,
- Dux Moesiae primae.

### Westreich
Zivilverwaltung:
Die höchsten Zivilbeamten im Okzident waren:
- 2 Praefectus Praetorio (Italien, Gallien),
- 1 Praefectus urbis Romae (Stadt und Umland von Rom).

Dem Praefectus praetorio Italiae unterstehen 3 Vikare:
- Illyricum,
- Italiae,
- Africae.

Dem Praefectus praetorio Galliarum unterstehen 3 Vikare:
- Septem Provinciarum,
- Hispaniarum,
- Britanniarum.

Militärverwaltung:
Die höchsten Militärämter im Westen waren die des:
- Magister peditum in praesenti,
- Magister equitum in praesenti (diese beiden Ämter wurden später im Magister militum praesentalis zusammengeführt).

Dem Magister militum unterstehen für Italien, Slowenien und die Ostalpen der:
- Comes Italiae,
- Dux Raetiae primae et secundae,

für das westliche Illyricum (Balkan, obere und mittlere Donaugrenze) der:
- Comes Illyrici,
- Dux Pannoniae secundae ripariensis et Saviae,
- Dux Valeriae ripensis,
- Dux Pannoniae Primae et Norici Ripensis,

für Hispaniarum (Spanien, Portugal): ein
- Comes Hispaniarum,

für Tingitaniam (westliches Algerien, Marokko): ein
- Comes Tingitaniae,

für intra Africam (Tunesien, Algerien, Libyen), ein
- Comes Africae,
- Dux et praeses provinciae Mauritaniae et Caesariensis,
- Dux provinciae Tripolitanae,

für Britannien (England, Hadrianswall, Wales und Sachsenküste britischer Teil) ein:
- Comes Britanniarum,
- Comes litoris Saxonici per Britanniam,
- Dux Britanniarum,

für Gallien, Sachsenküste (gallischer Teil), Westalpen und die Rheingrenze der:
- Magister equitum per Galliarum,
- Comes tractus Argentoratensis,
- Dux Belgicae secundae,
- Dux Germaniae primae,
- Dux Mogontiacensis,
- Dux provinciae Sequanicae,
- Dux tractus Armoricani et Nervicani.

## Anzahl der in der Notitia Dignitatum aufgelisteten Einheiten
| Teilstreitkraft          | Einheiten                                            | Osten (Stand 395) | Westen und Osten | Westen (Stand 410–420) | Gesamt |
| ------------------------ | ---------------------------------------------------- | ----------------- | ---------------- | ---------------------- | ------ |
| Garde (Scholae)          | Scholae palatina                                     | 6                 | 1                | 4                      | 11     |
| Feldarmee (Comitatenses) | Vexillatio palatina                                  | 10                | 4                | 6                      | 20     |
|                          | Vexillatio comitatenses                              | 26                | 2                | 30                     | 58     |
|                          | Legio palatina                                       | 13                |                  | 12                     | 25     |
|                          | Auxilium palatinum                                   | 35                | 6                | 60                     | 101    |
|                          | Legio comitatenses                                   | 37                |                  | 32                     | 69     |
|                          | Legio pseudocomitatenses                             | 19                |                  | 18                     | 37     |
|                          | Comitatenses (unbestimmt)                            | 2                 |                  | 25                     | 27     |
| Grenztruppen (Limitanei) | Cuneus equitum                                       | 33                |                  | 14                     | 47     |
|                          | Ala                                                  | 72                |                  | 10                     | 82     |
|                          | Equites                                              | 71                |                  | 50                     | 121    |
|                          | Legio                                                | 51                |                  | 26                     | 77     |
|                          | Auxilium limitaneum (Auxiliares/Auxilia)             | 14                |                  | 9*                     | 23     |
|                          | Milites                                              | 22                |                  | 29                     | 51     |
|                          | Numerus                                              |                   |                  | 15                     | 15     |
|                          | Cohors                                               | 63                |                  | 52                     | 115    |
|                          | Limitanei/Limitis (unbestimmt)                       |                   |                  | 33                     | 33     |
| Flotte (Classes/Nautae)  | Classis                                              | 6                 |                  | 19                     | 25     |
|                          | Milites (Liburnarii/Liburnarum/Muscularii/Nauclarii) | 5                 |                  | 7                      | 12     |
|                          | Numerus (Barcariorum/Barbaricarii)                   |                   |                  | 2                      | 2      |
|                          | Cohors classicae                                     |                   |                  | 1                      |        |
| Verbündete (Gens)        | Laeti                                                |                   |                  | 12                     | 12     |
|                          | Gentiles                                             |                   |                  | 26                     | 26     |
|                          | Gens                                                 |                   |                  | 2                      | 2      |
| Summe                    |                                                      | 485               | 13               | 494                    | 992    |

## Ausgaben
- Otto Seeck (Hrsg.): Notitia dignitatum. Accedunt notitia urbis Constantinopolitanae et laterculi provinciarum. Weidmann, Berlin 1876 (Digitalisat: archive.org, Google Books; unveränderter Nachdruck: Minerva, Frankfurt am Main 1962).
- Concepción Neira Faleira: La Notitia dignitatum. Nueva edición crítica y comentario histórico (= Nueva Roma 25). Consejo Superior de Investigaciones Científicas, Madrid 2005, ISBN 84-00-08415-2.